# Marcin Prokop
Marcin Tadeusz Prokop (ur. 14 lipca 1977 w Warszawie) – polski dziennikarz, prezenter telewizyjny, felietonista, pisarz, publicysta i osobowość telewizyjna.

## Rodzina i edukacja
Jest synem Ewa i Bonifacego Prokopów. Wychowywał się na warszawskim Grochowie z młodszym o 10 lat bratem, Sebastianem, który jest jego menedżerem. Wspólnie prowadzą również agencję mówców Powerspeech.pl
Absolwent IV LO im. A. Mickiewicza w Warszawie. Skończył studia w Wyższej Szkole Ubezpieczeń i Bankowości w Warszawie, na kierunku finanse i bankowość, zostając specjalistą ds. marketingu bankowości elektronicznej.

## Kariera zawodowa
Przed rozpoczęciem kariery w mediach pracował w jednym z polskich banków, jednak po trzech miesiącach został zwolniony z pracy. W 1997 rozpoczął działalność dziennikarską od pisania artykułów dla prasy, jego artykuły był publikowane m.in. w czasopismach „Przekrój”, „Gazeta Wyborcza”, „Wprost” i „Glamour”. W latach 1997–1998 był product managerem wytwórni muzycznej Bertelsmann Media BMG Poland. W latach 1998–2000 pełnił funkcję dyrektora marketingu, a w 2002 – dyrektora generalnego Wydawnictwa Machina Press, które wydawało magazyny „Machina”, „Fan Magazyn”, „Beverly” czy „Miss”. Był redaktorem naczelnym „Machiny” (2000–2002), miesięcznika „Film” (2004–2007) i tygodnika „Przekrój” (2012–2013). W międzyczasie, w latach 2002–2004 był szefem merytoryczno-tekstowym w tygodniku „Gala”.
W 2001 nawiązał współpracę ze stacją telewizyjną MTV Polska, dla której prowadził programy: Polska lista i Select, których był również współautorem. W latach 2003–2004 był gospodarzem i współautorem programu MTV Classic Pełna kultura. W 2004 był jurorem w programie Polsatu Idol. W latach 2004–2007 pracował w TVP2, dla której prowadził programy: Prokop i panny, Młode wilki i Przebojowe Polki oraz Podróże z żartem i Pytanie na śniadanie z Dorotą Wellman.
W 2007 przeszedł do Grupy TVN, dla której prowadzi bądź współprowadzi programy: Dzień dobry TVN (od 2007), Mam talent! (od 2008), Lego Masters (od 2020) Miłe wieści (od 2021) i Mam Talent (Sezon 15/2023–2024). Był także gospodarzem lub jednym z prowadzących programu: Clever – widzisz i wiesz (2008), Milion w minutę (2011–2012) i Mamy cię! (2015), a także prowadził programy dla TVN Turbo: Motoszoł (2008), Turbo ring (2008) i Automaniak (2009, 2013, 2015).
W latach 2009–2011 prowadził audycję Duży wywiad Radia Zet, a w 2016 audycję Siła wyższa dla Radia Złote Przeboje. Jest prowadzącym, producentem i reżyserem programu Niezwykłe Stany Prokopa, który w latach 2017–2019 realizował dla stacji Travel Channel, a następnie publikował odcinki na swoim kanale w serwisie YouTube. W 2018 został gospodarzem internetowego talk-show Z tymi, co się znają, realizowanego na zlecenie Browaru Namysłów.

## Życie prywatne
Od sierpnia 2011 żonaty z Marią Prażuch-Prokop. Mają córkę Zofię (ur. 2006). Mieszka w Warszawie na Pradze. Mierzy 206 cm wzrostu.

## Filmografia
- 2007: Niania jako komentator sportowy (odc. 88)[25]
- 2008: 39 i pół jako on sam (odc. 12)[25]
- 2009: Naznaczony jako prezenter telewizyjny (odc. 12)[25]
- 2015: Na Wspólnej jako on sam (odc. 2018, 2022, 2029, 2050)

### Polski dubbing
- 2008: Renifer Niko ratuje święta jako Renifer Biegun[25]
- 2012: Renifer Niko ratuje brata jako Renifer Biegun[25]

## Udział w reklamach
- 2010–2011: Kampania reklamowa Funduszy Europejskich[26]
- 2010: Kampania reklamowa napoju energetycznego 5Power[27]
- 2013: Kampania reklamowa sieci komórkowej Play[28]
- 2013: Kampania reklamowa konkursu „Halls – podejmij wyzwanie”[29]
- 2023-24 Udział w reklamie Head&Shoulders

## Nagrody i wyróżnienia
- 2011: nagroda Viva! Najpiękniejsi w kategorii najpiękniejszy Polak[30]
- 2013: Wiktor 2012 w kategorii osobowość roku[31]
- 2017: Złota ŻyRafka na Interdyscyplinarnym Festiwalu Sztuk Miasto Gwiazd, za książki o Longinie.